# Linia kolejowa Hildesheim – Groß Gleidingen
Linia kolejowa Hildesheim – Groß Gleidingen – zelektryfikowana linia kolejowa o długości 43 km w niemieckim kraju związkowym Dolna Saksonia. Stanowi ona część linii Intercity-Express z Frankfurtu do Berlina. Jest również używana jako łącznik od linii Hanower-Brunszwik. Na odcinku od Hildesheim do Groß Gleidingen składa się z jednego toru.